# CXXC5
CXXC5 (англ. CXXC finger protein 5) – білок, який кодується однойменним геном, розташованим у людей на короткому плечі 5-ї хромосоми. Довжина поліпептидного ланцюга білка становить 322 амінокислот, а молекулярна маса — 32 977.
| 10         |  | 20         |  | 30         |  | 40         |  | 50         |
| ---------- |  | ---------- |  | ---------- |  | ---------- |  | ---------- |
| MSSLGGGSQD |  | AGGSSSSSTN |  | GSGGSGSSGP |  | KAGAADKSAV |  | VAAAAPASVA |
| DDTPPPERRN |  | KSGIISEPLN |  | KSLRRSRPLS |  | HYSSFGSSGG |  | SGGGSMMGGE |
| SADKATAAAA |  | AASLLANGHD |  | LAAAMAVDKS |  | NPTSKHKSGA |  | VASLLSKAER |
| ATELAAEGQL |  | TLQQFAQSTE |  | MLKRVVQEHL |  | PLMSEAGAGL |  | PDMEAVAGAE |
| ALNGQSDFPY |  | LGAFPINPGL |  | FIMTPAGVFL |  | AESALHMAGL |  | AEYPMQGELA |
| SAISSGKKKR |  | KRCGMCAPCR |  | RRINCEQCSS |  | CRNRKTGHQI |  | CKFRKCEELK |
| KKPSAALEKV |  | MLPTGAAFRW |  | FQ         |  |            |  |            |

A: Аланін

C: Цистеїн

D: Аспарагінова кислота

E: Глутамінова кислота

F: Фенілаланін

G: Гліцин

H: Гістидин

I: Ізолейцин

K: Лізин

L: Лейцин

M: Метіонін

N: Аспарагін

P: Пролін

Q: Глутамін

R: Аргінін

S: Серин

T: Треонін

V: Валін

W: Триптофан

Кодований геном білок за функціями належить до репресорів, фосфопротеїнів. 
Задіяний у таких біологічних процесах, як транскрипція, альтернативний сплайсинг. 
Білок має сайт для зв'язування з іонами металів, іоном цинку. 
Локалізований у цитоплазмі, ядрі.